# Parc del Taulí
El Parc del Taulí és un parc que hi ha al nord-est de la plana coneguda com el Taulí, a tocar de la timba del riu Ripoll, a Sabadell. Hi ha emplaçat l'Hospital de Sabadell, també conegut per Hospital del Taulí. Popularment l'indret es coneixia com "Els Eucaliptos". El parc urbanitzat actual es va inaugurar el 1992 i ocupa una superfície de 2,3 hectàrees.

## Història
El 1898, la Junta de l'Hospital i Casa de Beneficència, davant la necessitat de més espai per aïllar els malalts contagiosos i per atendre operacions quirúrgiques, va acordar la construcció d'un nou hospital. L'acord va començar a prendre forma quan el 1901 Josep Cirera i Sampere va donar dues quarteres de terra al paratge que anomenaven el Taulí i la Junta hi va comprar algunes parcel·les més per al pavelló d'infecciosos.
El 1902 s'enllestí el cos central de l'hospital del Taulí i l'abril de l'any següent s'acabaren les obres dels dos pavellons restants. Amb la compra de noves parcel·les, gràcies a l'herència del canonge Joncar, es va completar l'actual recinte hospitalari anomenat parc del Taulí, que els sabadellencs des de primers de segle havien conegut com "Els Eucaliptos", tot i que oficialment s'anomenava Clínica de Nuestra Señora de la Salud.
El 1992 es va urbanitzar la part exterior de l'hospital, creant l'actual jardí urbà.

## Característiques
L'espai verd està dissenyat com un parc clàssic i de caràcter romàntic, destinat a l'estada i al passeig. De forma allargassada, el parc està configurat per grans parterres arbrats i travessat per un conjunt de camins i recorreguts. A l'espai central, hi ha una plaça oberta presidida per un quiosc de disseny modernista. Una duna en forma de gespa densament arbrada, formada per un banc i un talús empedrat, actua com a filtre sonor i visual del parc respecte de la Gran Via.
Al Taulí hi ha una gran diversitat d'espècies. Les més destacables són les següents: palmera canària, palmera datilera, lledoner, xiprer blau, xiprer, eucaliptus, freixe, troana, magnòlia, mèlia, morera blanca, olivera, pi blanc, pi pinyer, plàtan, pollancre i alzina.

## Elements singulars
Al bell mig del parc, destaca un quiosc d'estil modernista, de planta quadrada amb basament de paredat, cobert per un teulat a quatre aigües amb teula plana. Sostenen la planta pilars ancorats a la barana d'obra que tanca el quiosc. Té quatre accessos, un a cada cara, amb escales per salvar el desnivell produït pel basament. Sembla que té com antecedent un templet per a concerts sense cobrir relacionat amb la urbanització de l'entorn de l'antic hospital del Taulí.
En diferents indrets del parc hi ha el conjunt d'escultures de l'artista Gabriel Sanz: Gong, Trona al sol i Empantaneguem d'ultrasò.
El parc del Taulí inclou una àrea de jocs accessible per a discapacitats, construïda l'any 2007, que va obtenir el guardó Gronxador de Bonze al certamen Expoalcadia 2008. Hi poden accedir persones de totes les edats que tinguin algun tipus de discapacitat, ja sigui física, psíquica o sensorial. Hi ha un espai de jocs dinàmics i un altre de jocs estàtics. L'àrea, la van dissenyar Cipo i tècnics municipals.

## Galeria

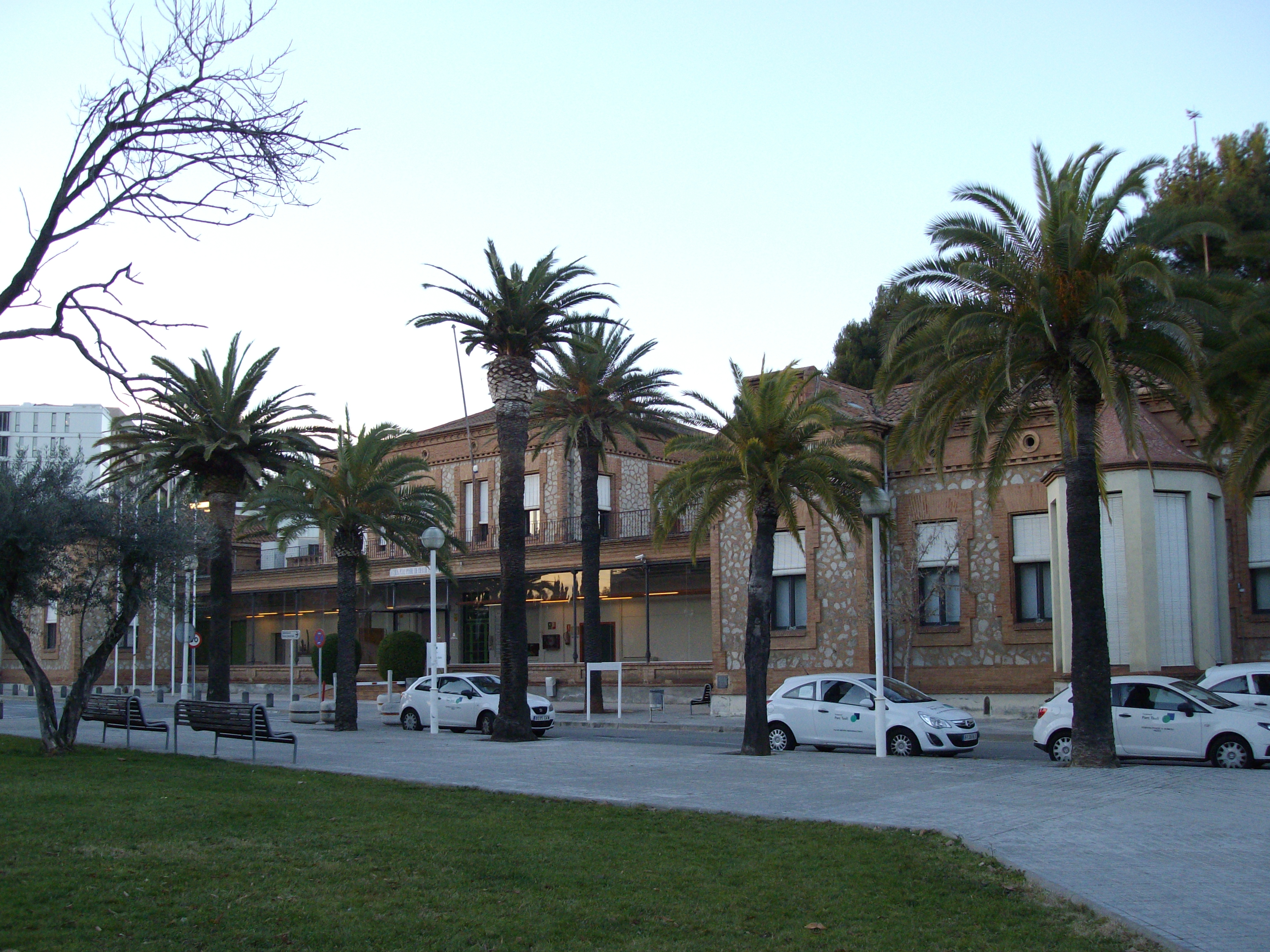
Clínica de Ntra. Sra. de la Salud, antigament anomenada "Els Eucaliptos"
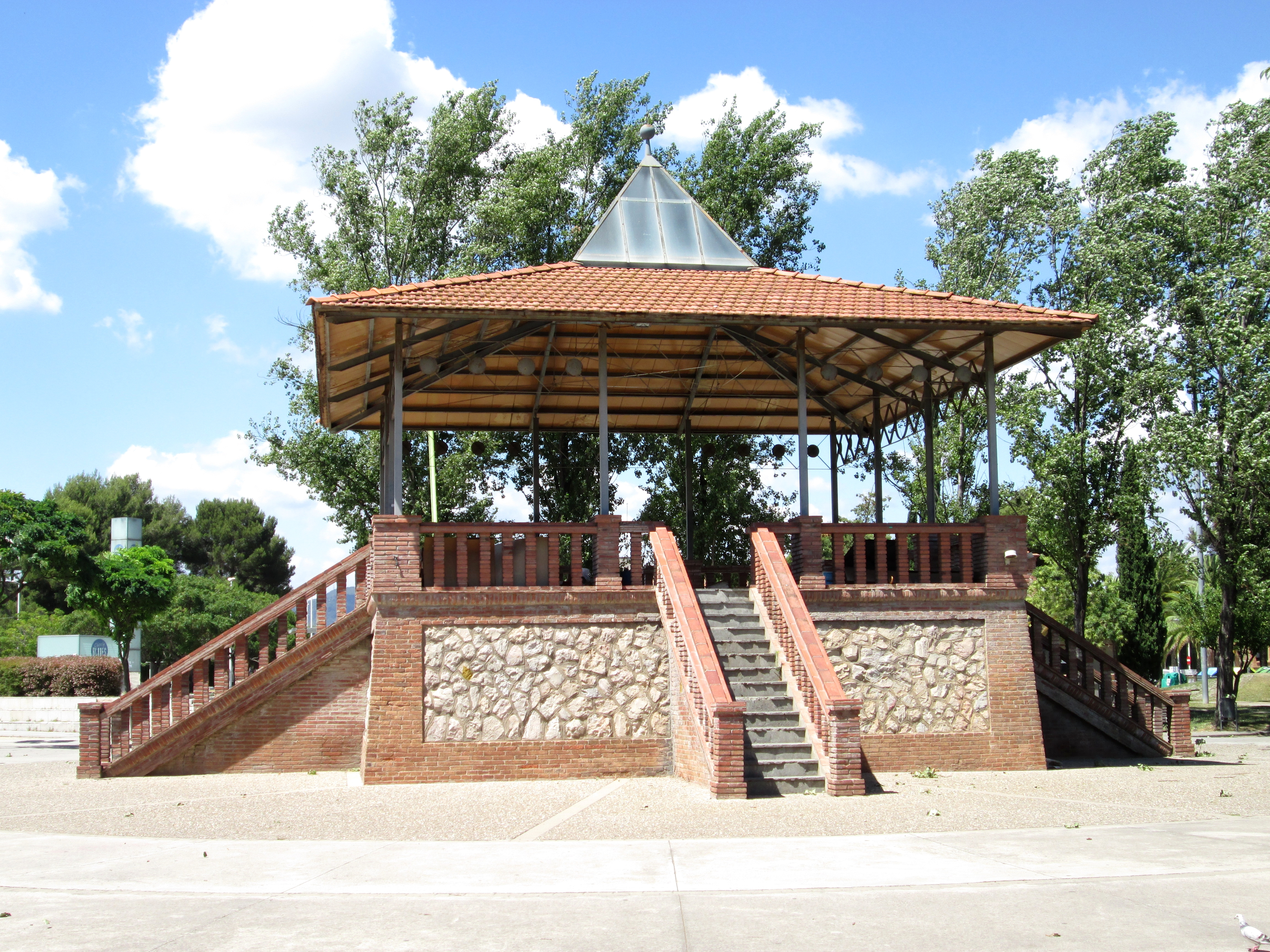
Quiosc de disseny modernista
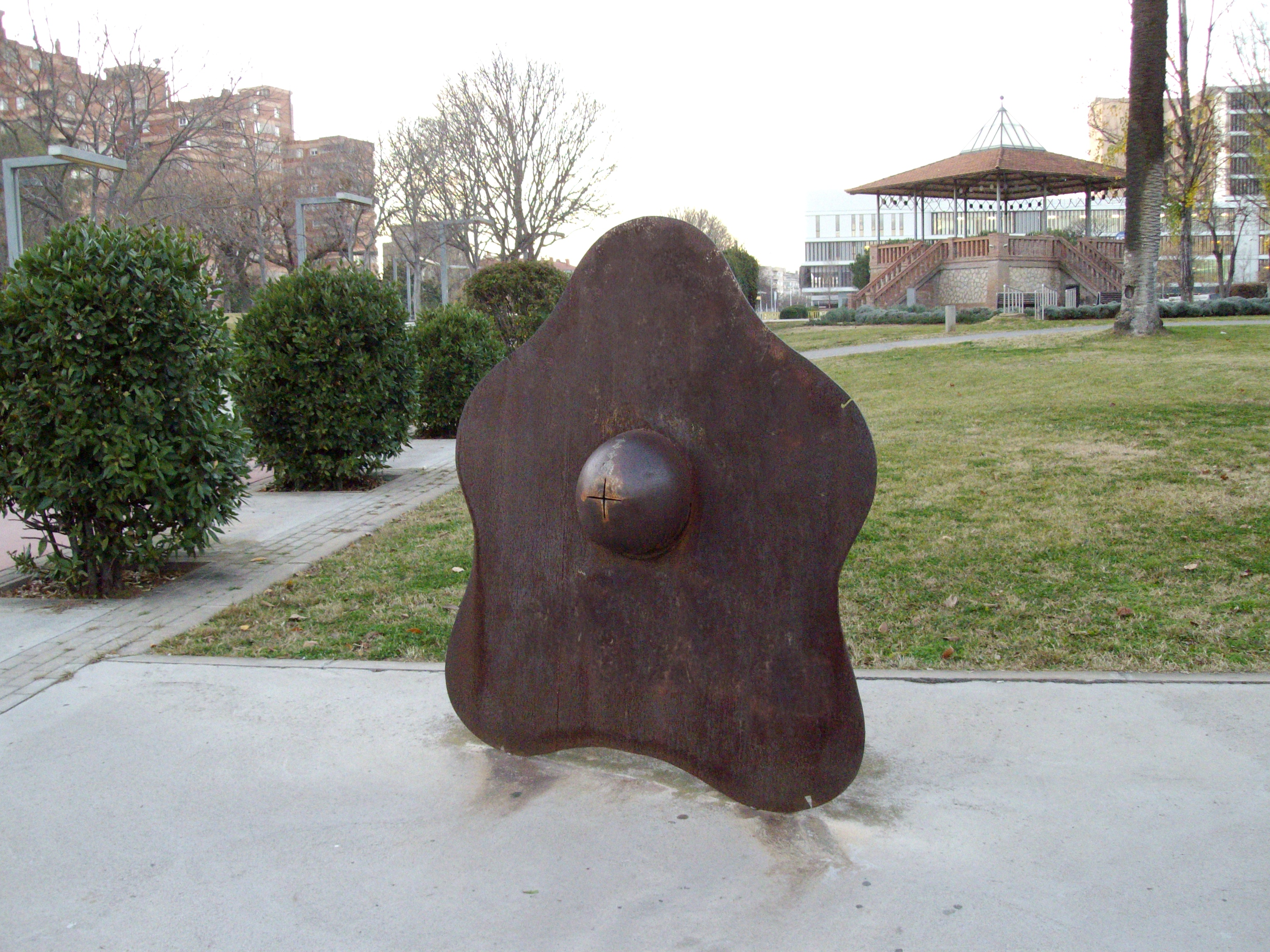
Trona al sol, obra del 1987 de Gabriel Sanz